# Scybalophagus plicatipennis
Scybalophagus plicatipennis е вид бръмбар от семейство Листороги бръмбари (Scarabaeidae). Видът не е застрашен от изчезване.

## Разпространение
Разпространен е в Аржентина (Катамарка, Ла Пампа, Ла Риоха, Мендоса, Сан Луис (Аржентина) и Сан Хуан).